# لوسينو-بتروفسكي
لوسينو-بتروفسكي (بالروسية: Лосино-Петровский) هي إحدى مدن روسيا في الكيان الفدرالي الروسي موسكو أوبلاست.